# Brey-et-Maison-du-Bois
Brey-et-Maison-du-Bois is een gemeente in het Franse departement Doubs (regio Bourgogne-Franche-Comté) en telt 102 inwoners (2009). De plaats maakt deel uit van het arrondissement Pontarlier.

## Geografie
De oppervlakte van Brey-et-Maison-du-Bois bedraagt 6,2 km², de bevolkingsdichtheid is dus 16,5 inwoners per km².

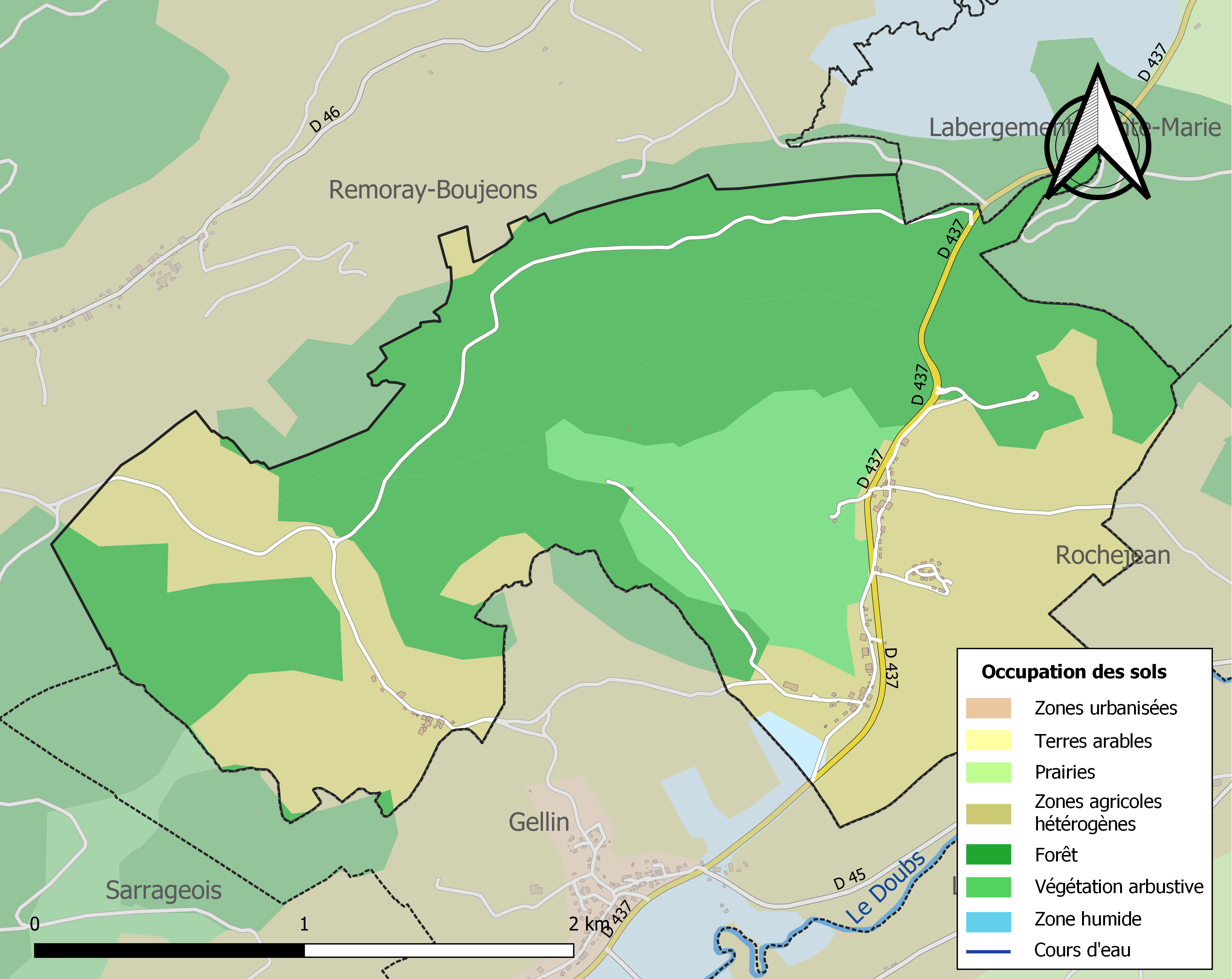
Kaart van de gemeente met de belangrijkste infrastructuur, bodemgebruik en omliggende gemeenten

## Demografie
Onderstaande figuur toont het verloop van het inwonertal (bron: INSEE-tellingen).